# The Amazing Spider-Man (videojuego de 1990)
The Amazing Spider-Man es un videojuego de acción/aventura protagonizado por Spider-Man, personaje de la Marvel Comics. El juego fue desarrollado por la Oxford Digital Enterprises Ltd. y lanzado al mercado en 1990, para Amiga, y más tarde portado para PC:DOS, Commodore 64 y Atari ST. El título fue publicado por la Paragon Software Corporation.

## Trama
La trama está protagonizada por Spider-Man y su esposa Mary Jane, que es secuestrada por Mysterio. Spider-Man debe pasar por varios ambientes, en pantallas distintas, donde se parodia la obsesión de Mysterio con el cine. En las distintas pantallas frecuentemente se hacen parodias sobre distintas películas cinematográficas.

## Jugabilidad
Este juego es principalmente un juego de plataformas en el que Spider-Man lucha contra varios enemigos. Esos pueden quedar aturdidos con la icónica sustancia de telaraña de Spider-Man, pero tocarlos u otros peligros en el mundo del juego disminuirá su salud. Otra parte importante del juego son los acertijos, principalmente con el objetivo de desactivar algunos de los trucos de Mysterio, por ejemplo, cambiar la gravedad, para despejar el camino. Spider-Man puede escalar paredes y disparar ganchos de agarre.

## Créditos
- Diseñadores:
  - Kevin Ayre
  - John Wood

- Diseño de puzles:
  - Richard Yapp

- Gráficos:
  - Kevin Ayre
  - Colin Swinbourne

- Música y efectos sonoros:
  - Steven W. Green

- Conversiones por:
  - Kevin Ayre